# Ebba Gripenstedt
Ebba Gripenstedt, född 3 juni 1894, död 21 december 1950, var en svensk fäkterska. 
Hon tävlade i individuell florettfäktning vid sommar-OS 1928 och 1936. Gripenstedt vann 10 individuella SM. De första för Stockholms kvinnliga fäktklubb 1927, 1929, 1930, 1933 och 1934. Hon vann också SM 1940, 1941, (ingen tävling ägde rum 1942), 1943, 1944 och 1946 för klubben FFF.
Ebba Gripenstedt tillhörde ätten Gripenstedt. Hon var dotter till politikern Carl Gripenstedt samt syster till fäktaren Carl Gripenstedt.